# Campo de concentración de Los Almendros

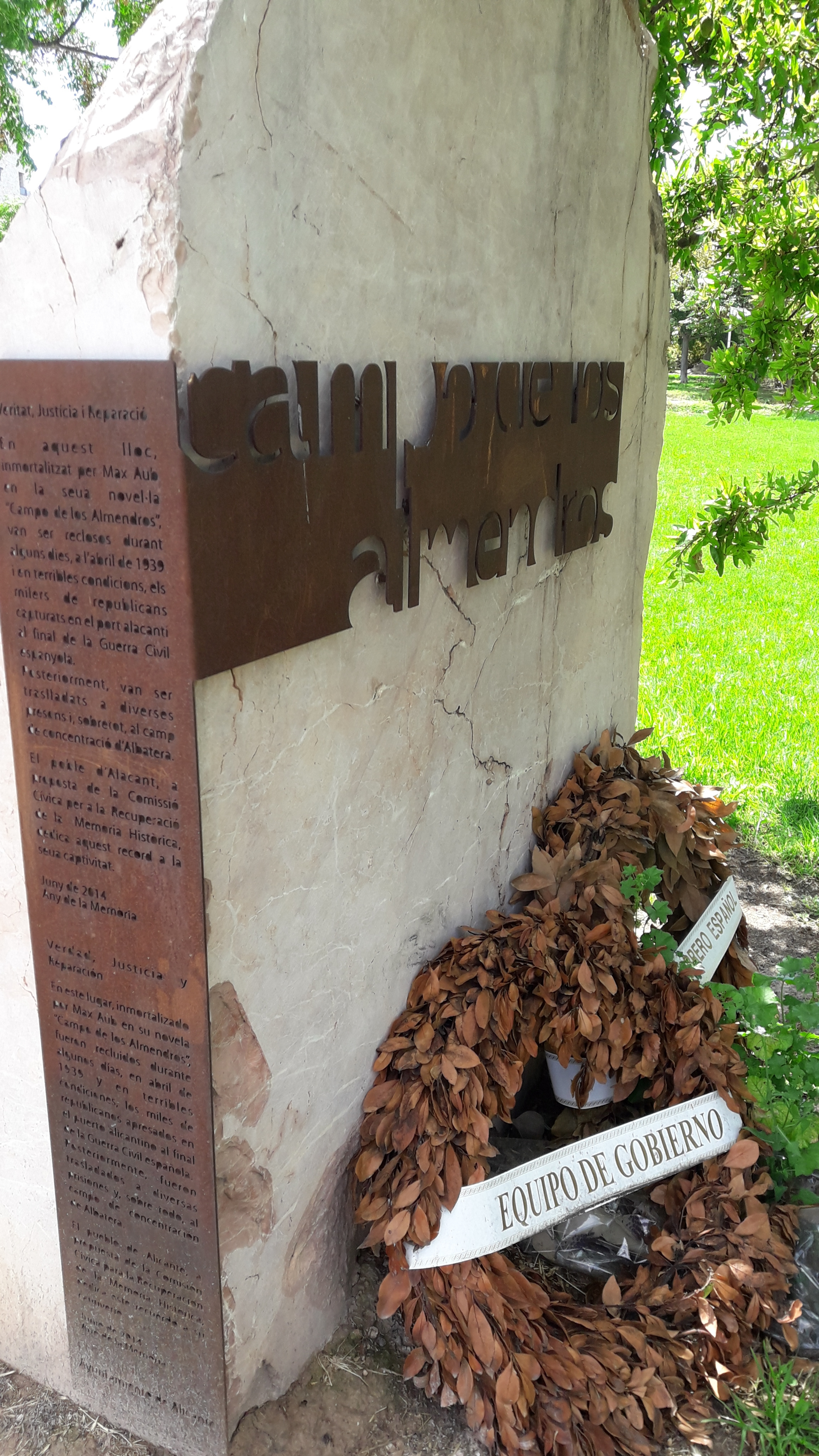
Campo de concentración de Los Almendros, Alicante

Der Campo de concentración de Los Almendros (auch bekannt als Campo de detención de Los Almendros oder Campo de Los Almendros) war ein provisorisches spanisches Konzentrationslager. Kurz vor Ende des spanischen Bürgerkrieges wurde es am 30. März 1939 im Stadtgebiet von Alicante, 3 km vom Stadtkern in La Goteta eröffnet.

## Geschichte
Den Namen Campo de Los Almendros (Mandelbaumlager) gaben die dort Inhaftierten dem Lager, da es sich um Ackerland mit Mandelbäumen handelte.
Das Lager war etwa 200 Meter lang und 80 Meter breit und wurde von italienischen Soldaten der Littorio-Division mit Stacheldraht umzäunt. Die hier gefangenen Menschen waren meistens republikanische Soldaten, die vorher im Hafen von Alicante Zuflucht gesucht hatten. Darüber hinaus beherbergte das Lager auch zahlreiche Soldaten, die in der Nähe der heutigen Promenade von Alicante gegen die Italiener kämpften, bis diese am 31. März keine andere Wahl hatten, als sich zu ergeben, sowie Zivilisten, die bei Kriegsende und danach in Alicante und den Städten der Provinz von den Kriegssiegern festgenommen wurden.
Die Zahl der Menschen, die das Lager durchliefen, ist umstritten. Die Franco-Armee bezifferte die Zahl der im Lager gefangenen Menschen auf 6.800. Die moderne Forschung geht von 45.000 Gefangenen aus. Das Lager verfügte über keine Unterkünfte, Toiletten und Waschanlagen außer einem kleinen Brunnen.
Am 31. März begann die Ankunft der Gefangenen. Das Lager wurde dem italienischen Militär übergeben, von einigen spanischen Soldaten marokkanischer Herkunft unterstützt. Die Gefangenen kamen zu Fuß im Lager an und wurden beim Betreten ihres gesamten Hab und Guts bis auf die Kleidung beraubt. Vor ihrer Ankunft wurden einige Kolonnen festgenommener Republikaner von den Hängen des Castillo Santa Bárbara aus mit Maschinengewehren beschossen. Am 1. April, dem Tag des Kriegsendes, trafen die meisten Häftlinge im Lager ein. An zwei von sechs Tagen erhielten die Gefangenen Verpflegung. Beim ersten Mal mussten sich vier Gefangene eine Sardinenbüchse und ein Stück Brot, beim zweiten Mal vier Häftlinge eine Dose Erbsen und fünf eine Stück Brot teilen. Einige Angehörige der italienischen Truppen sahen die Wasserknappheit und den Mangel an Lebensmitteln und gaben ihre eigenen Lebensmittelrationen durch den Stacheldraht an Häftlinge. Bei den Tausenden von Internierten waren diese Gaben jedoch verschwindend gering. Übrig gebliebene Früchte der Mandelbäume wurden schnell gepflückt, später aß man auch von den Blättern und zarten Trieben. Im Lager wurden Selbstmorde verübt, bei Fluchtversuchen kamen Gefangene ums Leben.  Die Zahl der Todesfälle im Lager an den wenigen Tagen, in denen es in Betrieb war, ist nicht genau bekannt und wird auf 600 bis 2.000 geschätzt. Die Bedingungen waren so hart, dass die Kommandeure der Division Littorio ihre Vorgesetzten am 3. April über die unhaltbare Situation informierten. Eine Massenflucht verhinderten nur die um das Lager stationierten Maschinengewehre.
Die endgültige Schließung erfolgte am 6. April. Die meisten Internierten verließen das Lager bereits am 4. April.
Die überlebenden Häftlinge wurden auf das Konzentrationslager Albatera, die Stierkampfarena Alicante, das Castillo Santa Bárbara, das Reformatorio de Adultos (Besserungsanstalt für Erwachsene) und das Cárcel Provincial (Provinzgefängnis) verteilt.

## Bekannte Häftlinge
- Antonio Ortega Gutiérrez, Oberst der Volksarmee
- Manuel Tuñón de Lara, Historiker

## Trivia
Max Aub hat den Schluss-Band seines auf 6 Bände angelegten Werkes Das Magische Labyrinth über den Spanischen Bürgerkrieg Campo de los Almendros (Bittere Mandeln) genannt. An diesem Buch, das 1968 erschien, arbeitete er 20 Jahre. Er stand in einem ständigen Austausch mit dem Historiker Manuel Tuñon de Lara, der 1939 selbst Häftling im Campo de Almendros war.

„Das Lager liegt etwa drei oder vier Kilometer entfernt am Fuß einer kleinen Anhöhe. Die Mandelbäume, schachbrettartig angelegt, beginnen zu grünen. Vom Hügel aus beherrschen Maschinengewehre das Gelände. »Und was sollen wir essen?« fragt Jover nach, hungriger als jeder andere. »Erde«, antwortet ein Offizier, der ihn gehört hat.“

## Das Lager als Beispiel der spanischenMemoria historica („historisches Gedächtnis“)

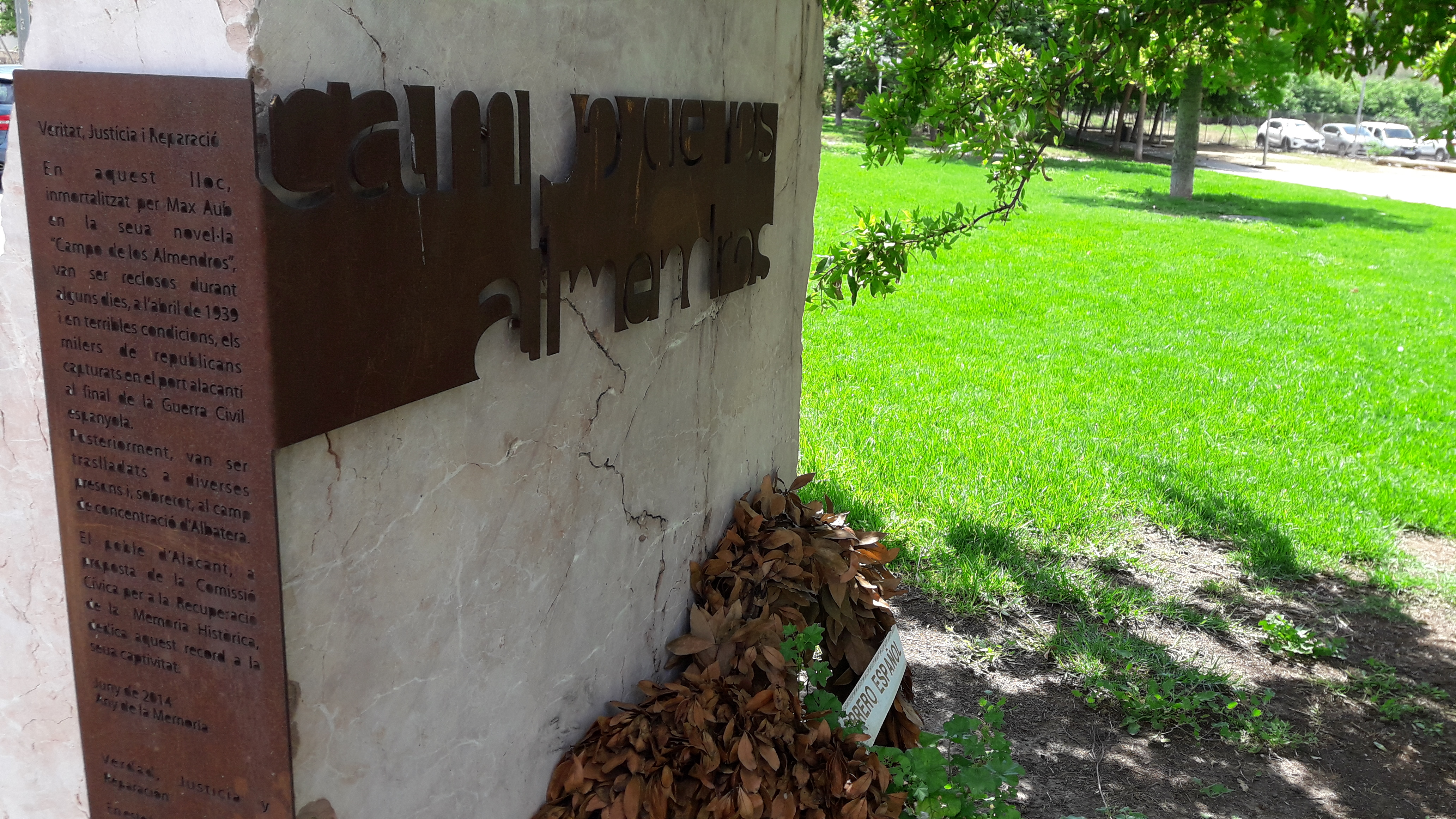
Mahnmal zur Erinnerung an das Lager und seiner Opfer, 2014 von der Stadt Alicante aufgestellt.

Auf der Grundlage des ersten Ley de Memoria Histórica, („Gesetz der geschichtlichen Erinnerung“) von 2007 gründeten sich in Spanien Bürgerinitiativen wie die Asociación para la Recuperación de la Memoria Histórica (ARMH) (Verein zur Wiedererlangung des Geschichtlichen Gedächtnisses). In Alicante übernahm diese Rolle der Kulturverein Alcante Vivo.
Am 11. Juni 2012 weihte die Bürgermeisterin von Alicante, Sonia Castedo, den Park ein, der seit diesem Tag Campo de los Almendros heißt, wie es 2010 der Kulturverein Alicante Vivo beantragte. Am 25. Oktober 2014 wurde ein Mahnmal enthüllt.